# Energy Star

Logo van Energy Star

Energy Star (gestileerd als ENERGY STAR) is een programma van de Amerikaanse Environmental Protection Agency (EPA) en het Department of Energy (DOE) voor het promoten van energie-efficiëntie. Het programma werd geïntroduceerd in maart 1992 en levert informatie over de energieconsumptie van producten en apparaten via gestandaardiseerde methodes.
Een label van Energy Star is te vinden op ruim 75 verschillende productcategorieën, huizen, kantoren en fabrieken. Onderdelen van Energy Star zijn ook overgenomen naar de Europese interne markt.

## Specificaties
Energy Star wordt toegepast voor de volgende categorieën:
- Computers en servers
- Huishoudelijke apparaten
- Verwarming en koelingsystemen
- Consumentenelektronica
- Verlichting
- Huizen, kantoren en fabrieken